# Сизигиум
Сизи́гиум (лат. Syzýgium) — обширный род цветковых растений семейства Миртовые (Myrtaceae), включающий в себя более 1 100 видов. Растения, принадлежащие к этому роду, распространены в Африке, на Мадагаскаре, в Австралии, в Индии, в Юго-Восточной Азии и на тихоокеанских островах. Их наибольшее разнообразие наблюдается в Малайзии и северо-восточной Австралии.
Многие виды до недавнего времени были плохо известны, а некоторые и вовсе не были описаны. Иногда род Сизигиум таксономически смешивается с родом Евгения, но виды последнего наиболее распространены в Центральной и Южной Америке.
Большинство видов сизигиума — вечнозелёные деревья и кустарники.
Несколько видов выращиваются как декоративные растения из-за их привлекательной глянцевой листвы. Некоторые виды культивируются во всех тропических странах мира ради их съедобных плодов (Розовое яблоко, Яванское яблоко, Малайское яблоко, Водяное яблоко, Джамболан и другие). Их плоды съедобны в свежем виде и используются для получения желе и джемов. Однако наиболее важный с экономической точки зрения вид Сизигиума — Гвоздичное дерево (Syzygium aromaticum). Его высушенные нераскрывшиеся цветочные почки (бутоны) — одна из важнейших специй.
В Австралии древесина Сизигиума, относящаяся к твёрдым породам дерева и имеющая красивую текстуру, называется Satinash, то есть атласный ясень. Серый атласный ясень — Syzygium gustavioides, используется в промышленном изготовлении мебели, различных строительных конструкций.

## Некоторые виды
- Syzygium ampliflorum (Koord. & Valeton) Amshoff
- Syzygium amplifolium L.M.Perry
- Syzygium aqueum (Burm.f.) Alston — Сизигиум прозрачноплодный, или джамбу, или семаранг[6], или Водяное яблоко, или Сизигиум аквум[7], Сизихиум яблочный[7]
- Syzygium aromaticum (L.) Merr. & L.M.Perry — Гвоздичное дерево
- Syzygium australe (J.C.Wendl. ex Link) B.Hyland — Сизигиум южный
- Syzygium beddomei (Duthie) Chithra
- Syzygium bourdillonii (Gamble) Rathakr. & N.C.Nair
- Syzygium caryophyllatum (L.) Alston typus

- Syzygium chavaran
- Syzygium cordatum (Hute)
- Syzygium corynanthum
- Syzygium courtallense
- Syzygium crebrinerve
- Syzygium cumini (Джамболан)
- Syzygium curanii
- Syzygium cyclophyllum
- Syzygium densiflorum
- Syzygium diffusum
- Syzygium discophorum
- Syzygium erythrocalyx
- Syzygium fergusonii
- Syzygium fijiense
- Syzygium forte (Белое яблоко)
- Syzygium francisii
- Syzygium gambleanum
- Syzygium guehoi
- Syzygium guineese
- Syzygium hodgkinsoniae
- Syzygium jambos (Розовое яблоко)
- Syzygium luehmannii (Riberry)
- Syzygium maire
- Syzygium malaccense (Малайское яблоко)
- Syzygium makul
- Syzygium manii
- Syzygium micranthum
- Syzygium microphyllum
- Syzygium minus
- Syzygium moorei
- Syzygium myhendrae
- Syzygium neesianum
- Syzygium occidentale
- Syzygium oleosum (Blue Lilly Pilly)
- Syzygium oliganthum
- Syzygium palghatense
- Syzygium paniculatum (Magenta Lilly Pilly, Сизигиум метельчатый)
- Syzygium parameswaranii
- Syzygium phaeophyllum
- Syzygium phyllyraeoides
- Syzygium polyanthum
- Syzygium pondoense
- Syzygium purpureum
- Syzygium ramavarma
- Syzygium rotundifolium
- Syzygium samarangense (Яванское яблоко)
- Syzygium seemannianum
- Syzygium smithii = Acmena smithii
- Syzygium spathulatum
- Syzygium spissum
- Syzygium stocksii
- Syzygium suborbiculare
- Syzygium sylvestre
- Syzygium travancoricum
- Syzygium turbinatum
- Syzygium umbrosum
- Syzygium utilis
- Syzygium wolfii
- Syzygium wrightii
- Syzygium zeylanicum

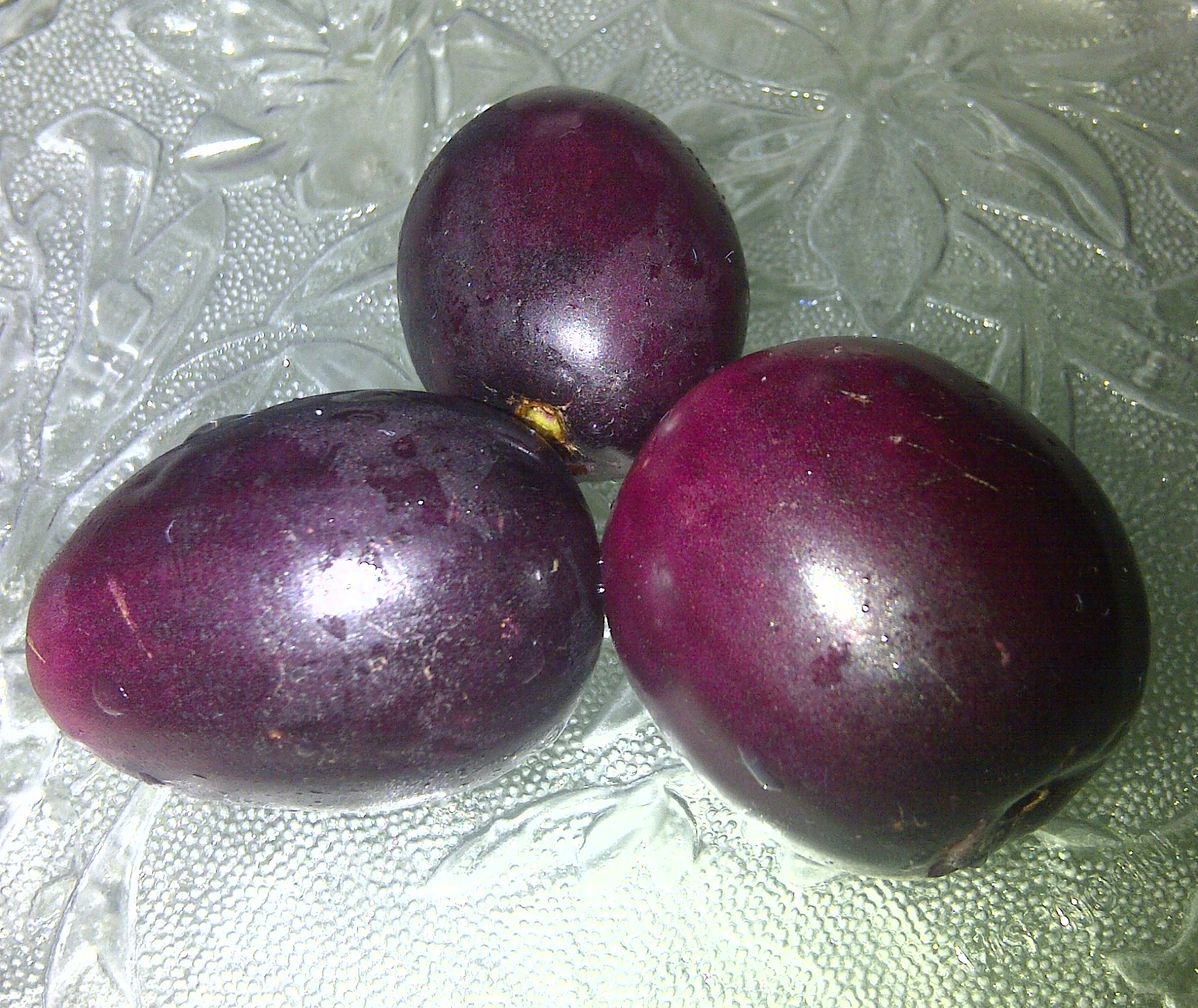
Syzygium cumini
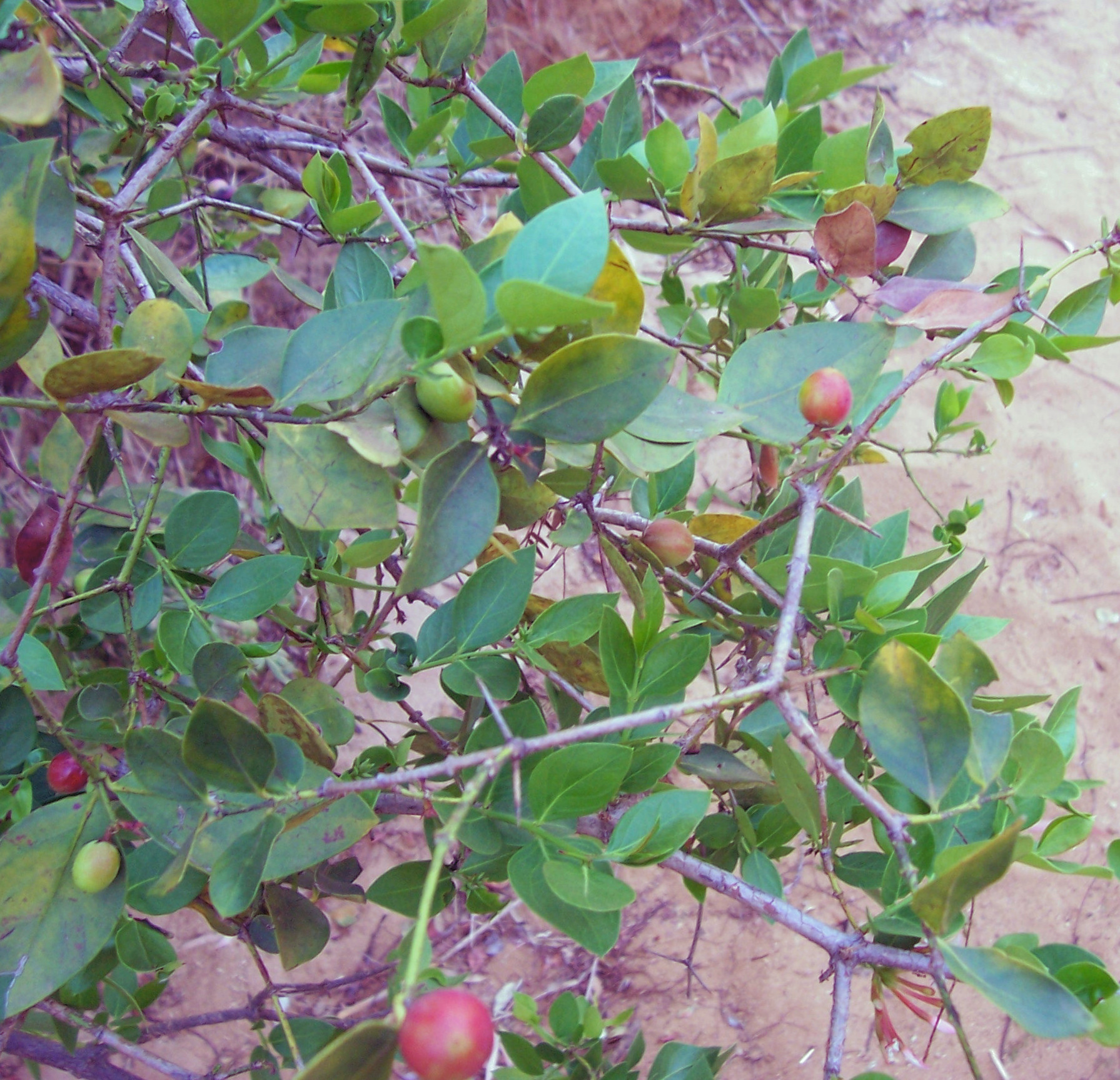
Syzygium cordatum
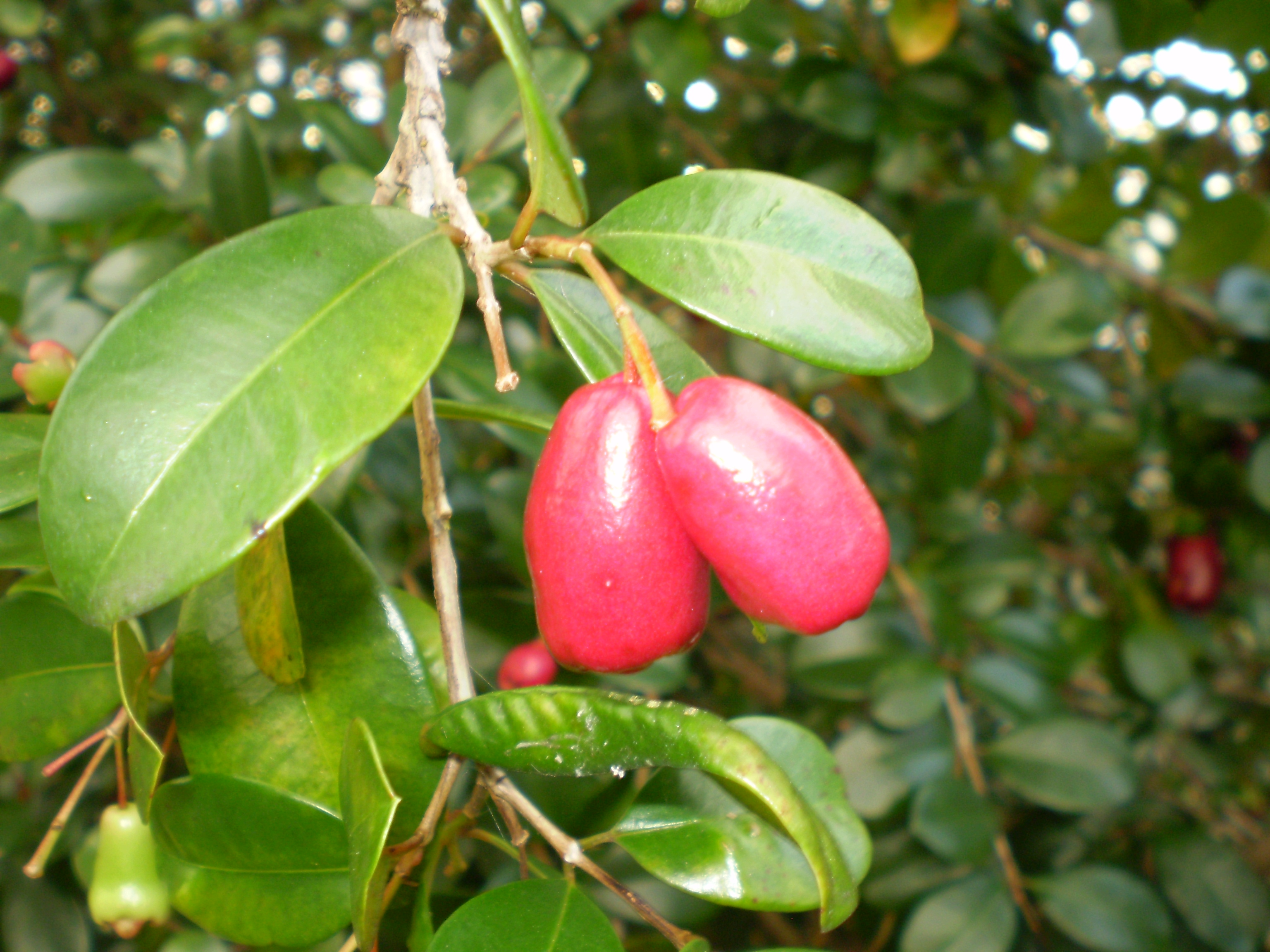
Syzygium australe
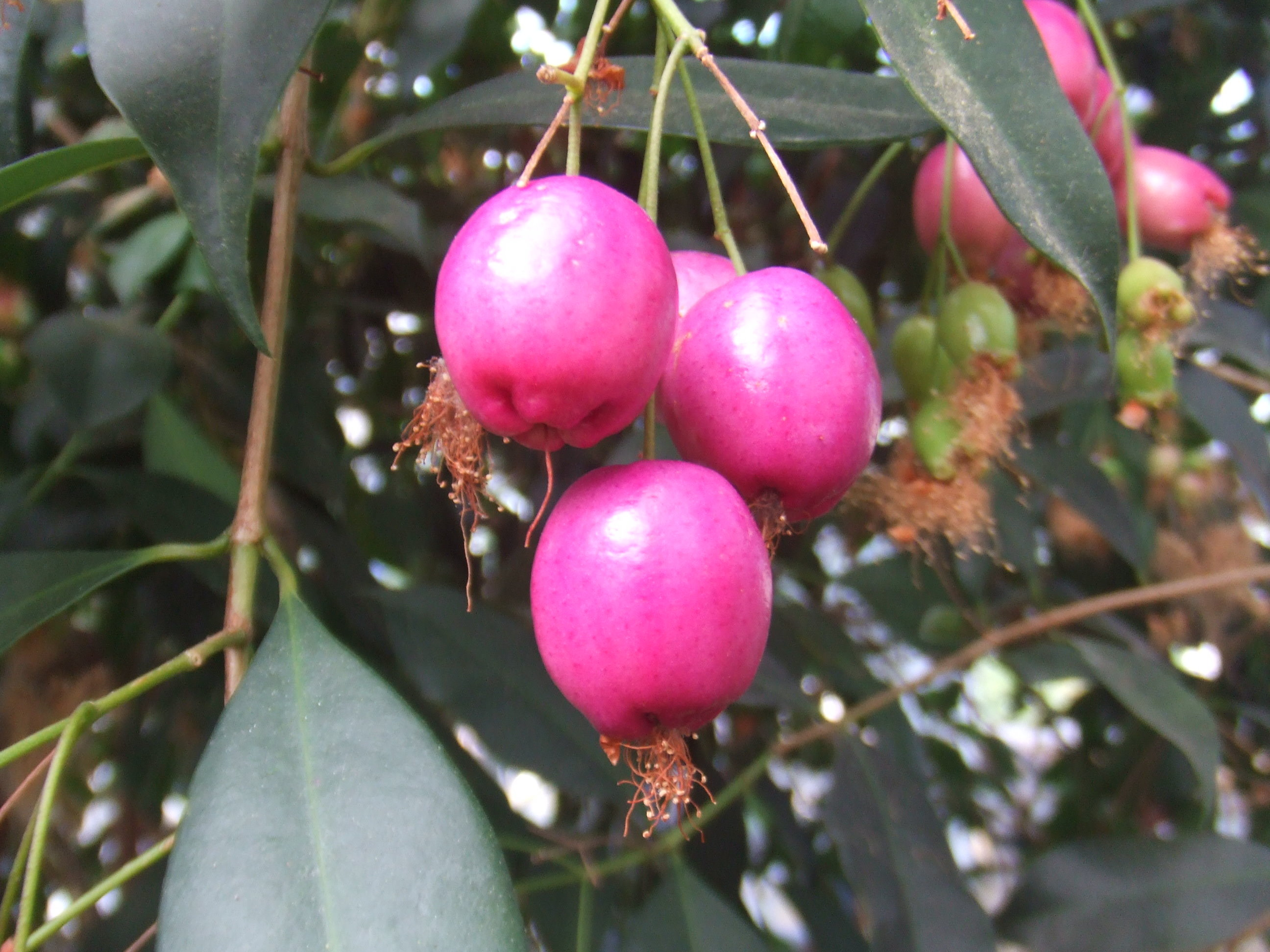
Syzygium oleosum
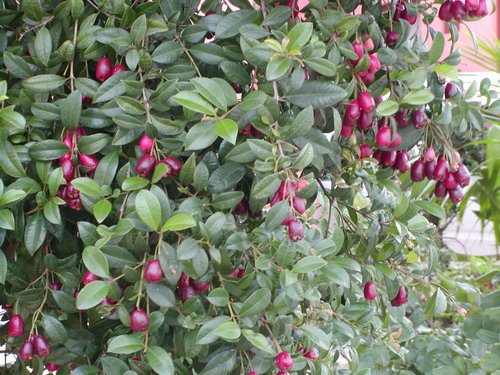
Syzygium paniculatum

## Таксономическая схема
|  |                                                                              |                      |                      |                      |                                                                             |                      |                      |                      |                                                                            |                      |                      |  | |  |  |  |
|  | отдел Цветковые, или Покрытосеменные (классификация согласно Системе APG II) |                      |                      |                      |                                                                             |                      |                      |                      |                                                                            |                      |                      |  | |  |  |  |
|  |                                                                              |                      |                      |                      |                                                                             |                      |                      |                      |                                                                            |                      |                      |  | |  |  |  |
|  | порядок Миртоцветные                                                         | порядок Миртоцветные | порядок Миртоцветные | порядок Миртоцветные | порядок Миртоцветные                                                        | порядок Миртоцветные | порядок Миртоцветные | порядок Миртоцветные | порядок Миртоцветные                                                       | порядок Миртоцветные | порядок Миртоцветные |  | ещё 44 порядка цветковых растений, из которых к миртоцветным наиболее близки порядки Гераниецветные и Кроссосомоцветные |  |  |  |
|  |                                                                              |                      |                      |                      |                                                                             |                      |                      |                      |                                                                            |                      |                      |  | ещё 44 порядка цветковых растений, из которых к миртоцветным наиболее близки порядки Гераниецветные и Кроссосомоцветные |  |  |  |
|  | семейство Миртовые                                                           | семейство Миртовые   | семейство Миртовые   | семейство Миртовые   | семейство Миртовые                                                          | семейство Миртовые   | семейство Миртовые   |                      | ещё тринадцать семейств, в том числе Дербенниковые, Кипрейные, Комбретовые |                      |                      |  | ещё 44 порядка цветковых растений, из которых к миртоцветным наиболее близки порядки Гераниецветные и Кроссосомоцветные |  |  |  |
|  |                                                                              |                      |                      |                      |                                                                             |                      |                      |                      | ещё тринадцать семейств, в том числе Дербенниковые, Кипрейные, Комбретовые |                      |                      |  | ещё 44 порядка цветковых растений, из которых к миртоцветным наиболее близки порядки Гераниецветные и Кроссосомоцветные |  |  |  |
|  | род Сизигиум                                                                 | род Сизигиум         | род Сизигиум         |                      | ещё около 130 родов, в том числе Акмена, Евгения, Мирт, Мирциария, Эвкалипт |                      |                      |                      | ещё тринадцать семейств, в том числе Дербенниковые, Кипрейные, Комбретовые |                      |                      |  | ещё 44 порядка цветковых растений, из которых к миртоцветным наиболее близки порядки Гераниецветные и Кроссосомоцветные |  |  |  |
|  |                                                                              |                      |                      |                      | ещё около 130 родов, в том числе Акмена, Евгения, Мирт, Мирциария, Эвкалипт |                      |                      |                      | ещё тринадцать семейств, в том числе Дербенниковые, Кипрейные, Комбретовые |                      |                      |  | ещё 44 порядка цветковых растений, из которых к миртоцветным наиболее близки порядки Гераниецветные и Кроссосомоцветные |  |  |  |
|  | около 1100 видов                                                             |                      |                      |                      | ещё около 130 родов, в том числе Акмена, Евгения, Мирт, Мирциария, Эвкалипт |                      |                      |                      | ещё тринадцать семейств, в том числе Дербенниковые, Кипрейные, Комбретовые |                      |                      |  | ещё 44 порядка цветковых растений, из которых к миртоцветным наиболее близки порядки Гераниецветные и Кроссосомоцветные |  |  |  |
|  |                                                                              |                      |                      |                      | ещё около 130 родов, в том числе Акмена, Евгения, Мирт, Мирциария, Эвкалипт |                      |                      |                      | ещё тринадцать семейств, в том числе Дербенниковые, Кипрейные, Комбретовые |                      |                      |  | ещё 44 порядка цветковых растений, из которых к миртоцветным наиболее близки порядки Гераниецветные и Кроссосомоцветные |  |  |  |
|  |                                                                              |                      |                      |                      |                                                                             |                      |                      |                      | ещё тринадцать семейств, в том числе Дербенниковые, Кипрейные, Комбретовые |                      |                      |  | ещё 44 порядка цветковых растений, из которых к миртоцветным наиболее близки порядки Гераниецветные и Кроссосомоцветные |  |  |  |
|  |                                                                              |                      |                      |                      |                                                                             |                      |                      |                      |                                                                            |                      |                      |  | ещё 44 порядка цветковых растений, из которых к миртоцветным наиболее близки порядки Гераниецветные и Кроссосомоцветные |  |  |  |
|  |                                                                              |                      |                      |                      |                                                                             |                      |                      |                      |                                                                            |                      |                      |  | |  |  |  |
|  |                                                                              |                      |                      |                      |                                                                             |                      |                      |                      |                                                                            |                      |                      |  | |  |  |  |